# Lidé jako bozi
Lidé jako bozi (v originálu Men like Gods) je sociálně vědecký utopický román anglického spisovatele Herberta George Wellse. Román poprvé vyšel v roce 1923 po autorově návštěvě Sovětského svazu. Z románu je silně patrný autorův obdiv k marxistické ideologii. Příběh knihy sleduje postavu pana Barnstapla, který se spolu se skupinkou vysoce postavených britských státníků dostane do paralelní dimenze podobné té naší, avšak s tím rozdílem, že tento nový svět je o několik tisíc let před námi. Hlavním motivem knihy je konflikt a kontrast mezi těmito dvěma odlišnými světy. Příběh knihy může být vyložen jako autorova představa reakce tehdejší společnosti na budoucí svět.

## Příběh
Děj knihy se odehrává v roce 1921. Hlavní postava, pan Barnstaple, redaktor časopisu Liberál, odjíždí na začátku příběhu na zdravotní dovolenou, na které si chce odpočinout od pracovních  a rodinných povinností. Během jízdy autem je však spolu s dalším automobilem přenesen do paralelní dimenze, kterou pozemšťané nazvou Utopií. Tento svět, podobný jejich světu s několika tisíci lety technologického náskoku, pozemšťany jak okouzlí, tak ale také znechuceni. Postupně se od obyvatel tohoto světa (nazývaných Utopíjci) dozvídají více o jejich světě. 
Poklidný pobyt pozemšťanů, jejichž konzervativní pohled na Utopii se liší od pohledu pana Barnstapla, je však narušen náhlou epidemií, kterou do Utopie zanesli pozemšťané. Pozemšťané jsou posláni na starý hrad do karantény, kde se většina skupiny shodne na tom, že je nutné převzít moc v tomto světě a nastolit v něm opět řád. Pan Barnstaple se však rozhodne tyto plány překazit, což se mu podaří. Následně uteče z karantény do zajetí, kde zjistí, že zbytek jeho družiny byl přemožen a poslán do neznámých dimenzí. 
Během několika následujících dní se pan Barnstaple dozví, jak se dostal do Utopie. Svůj čas také tráví s chlapcem jménem Krystal, který studuje dějiny Utopie. S ním pan Barnstaple tráví čas a debatuje až do chvíle, kdy je poslán zpět do svého světa. Na konci knihy se opět setkává se svou rodinou a je naplněn odhodláním změnit svět po vzoru Utopie.